# Nine-Christine Jönsson
Nine-Christine Jönsson (Estocolmo, 8 de junho de 1926 - 3 de janeiro de 2011) foi uma atriz e escritora sueca.

## Filmografia parcial
- Ödemarksprästen (1946)
- Livet i Finnskogarna (1947)
- Ådalens poesi (1947)
- Lars Hård (1948)
- Hamnstad (1948)
- Rågens rike (1950)
- När syrenerna blomma (1952)